# Canelo Álvarez vs. Gennady Golovkin III
Canelo Álvarez vs. Gennady Golovkin III, anunciado como The Trilogy, en español (La Trilogía). Fue un combate de boxeo profesional disputado entre el campeón indiscutido de peso supermediano, Canelo Álvarez, y el campeón unificado de peso mediano, Gennady Golovkin, con los títulos de Álvarez en juego. La pelea tuvo lugar el 17 de septiembre de 2022.

## Antecedentes
Después de noquear a Amir Khan en 2016, Álvarez renunció a su título de peso mediano del WBC, que posteriormente fue otorgado a Golovkin. Algunos críticos llamaron a Álvarez "un evasor" por hacerlo, creyendo que el mexicano intentaba envejecer lo más posible a Golovkin. Sin embargo, el promotor de Álvarez, Óscar De la Hoya, acusó al equipo de Golovkin de rechazar una garantía récord de $10 millones junto con una parte de las ganancias de pago por visión.
Álvarez luego unificó con el campeón de peso mediano de la IBF, Daniel Jacobs, y se convirtió en campeón mundial en cuatro divisiones con una victoria por nocaut sobre el campeón de peso semipesado de la WBO, Sergey Kovalev, antes de convertirse en campeón mundial indiscutido en peso supermediano. Golovkin recuperó su título de la IBF con una polémica victoria por decisión sobre Sergiy Derevyanchenko. A pesar de expresar su disposición a enfrentarse a Derevyachenko en una revancha, GGG finalmente no la buscó y permaneció inactivo por más de un año antes de defender su título contra el retador obligatorio Kamil Szeremeta.
En 2022, Golovkin unificó la división contra Ryōta Murata en Japón. El 25 de febrero de 2022, se anunció que Álvarez había firmado un contrato de dos peleas con Matchroom Boxing. La primera pelea del acuerdo vería a Álvarez regresar al peso semipesado para enfrentar al campeón de peso semipesado de la WBA (Super), Dmitry Bivol, antes de regresar al peso supermediano para enfrentarse a Golovkin. El 7 de mayo, Álvarez fue derrotado por Bivol por decisión unánime. A pesar de afirmar que activaría su cláusula de revancha y enfrentaría nuevamente a Bivol, el 24 de mayo se anunció que Álvarez y Golovkin pelearían por tercera vez, cinco años después de su primera pelea, transmitido en vivo por DAZN, con Golovkin cambiando de división de peso por primera vez en su carrera para hacerlo.

## Resultados
1. ↑  Por los títulos de peso súpermediano del WBA (Super), WBC, IBF, WBO, y The Ring.
2. ↑  Por el título de peso súpermosca del WBC.
3. ↑  Por los títulos vacantes de peso supermediano del WBC Silver y IBF-USBA.

## Transmisión
| País                       | Emisoras                             | Emisoras                   | Emisoras | Emisoras                |
| País                       | Señal abierta                        | Televisión por cable /Paga | PPV      | Stream                  |
| -------------------------- | ------------------------------------ | -------------------------- | -------- | ----------------------- |
| Estados Unidos (anfitrión) |                                      |                            | DAZN PPV | DAZN PPV                |
| Canadá                     |                                      |                            | DAZN PPV | DAZN PPV                |
| Reino Unido                |                                      |                            | DAZN PPV | DAZN PPV                |
| Irlanda                    |                                      |                            | DAZN PPV | DAZN PPV                |
| Australia                  |                                      |                            | DAZN PPV | DAZN PPV                |
| Nueva Zelanda              |                                      |                            | DAZN PPV | DAZN PPV                |
| En todo el mundo           |                                      |                            |          | DAZN                    |
| México                     | Azteca 7 Canal 5                     |                            |          | TV Azteca Deportes Vix+ |
| América Latina             |                                      | ESPN                       |          |                         |
| Kazajistán                 | Qazaqstan Qazsport Canal Uno Eurasia |                            |          |                         |